# Smolice (Pakosławice)

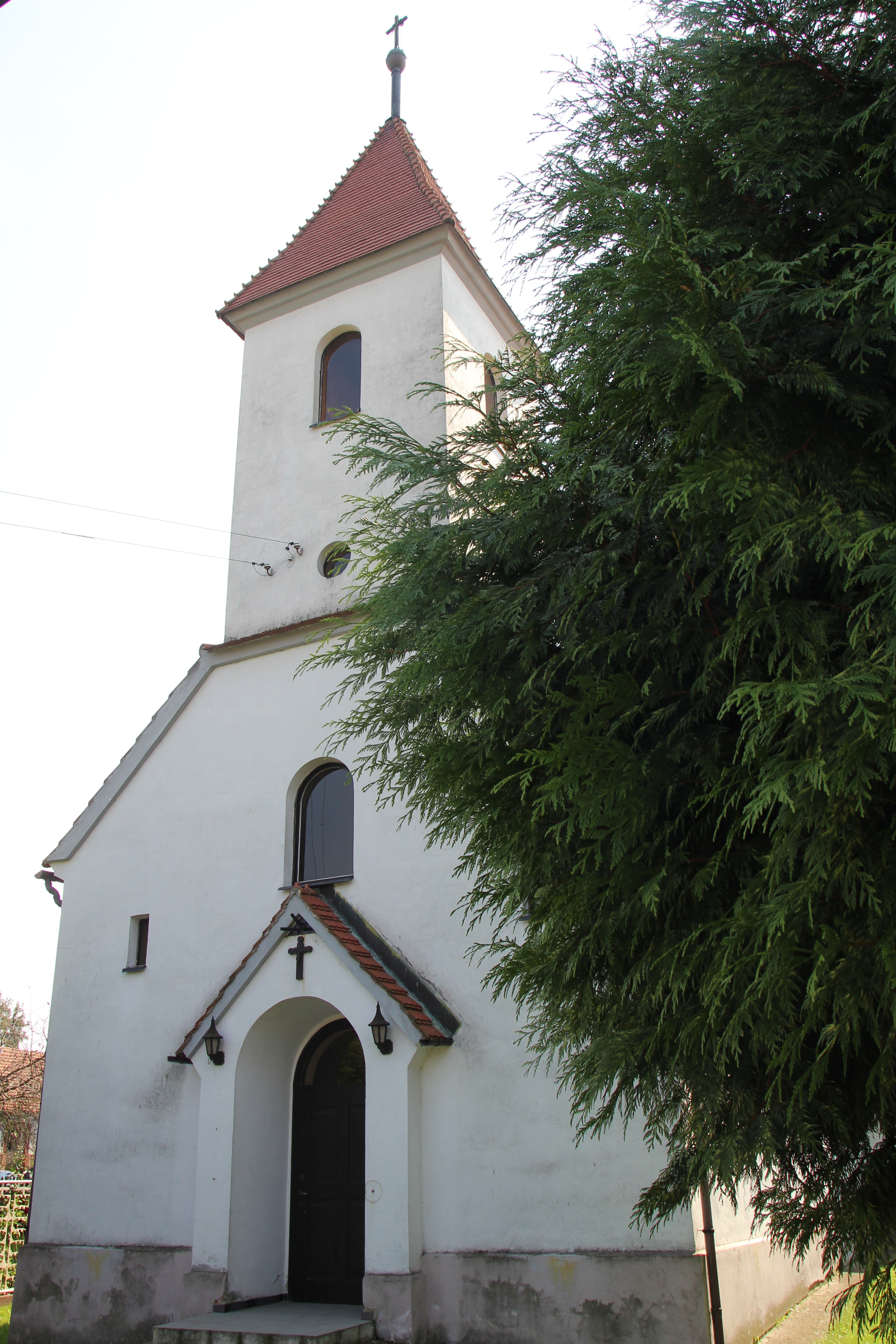
Kapelle in Smolice

Smolice (deutsch Schmolitz, 1936–1945 Frankenfelde O.S.) ist eine Ortschaft der Landgemeinde Pakosławice in Polen. Sie liegt im Powiat Nyski (Kreis Neisse) in der Woiwodschaft Opole.

## Geographie

### Geographische Lage
Das Straßendorf Smolice liegt im Südwesten der historischen Region Oberschlesien. Der Ort liegt etwa sechs Kilometer westlich des Gemeindesitzes Pakosławice, etwa zwölf Kilometer nordwestlich der Kreisstadt Nysa und etwa 54 Kilometer südwestlich der Woiwodschaftshauptstadt Opole.
Smolice liegt in der Nizina Śląska (Schlesische Tiefebene) innerhalb der Równina Grodkowska (Grottkauer Ebene).

### Nachbarorte
Nachbarorte von Smolice sind im Nordosten Rzymiany (Reimen), im Osten Goszowice (Kuschdorf) sowie im Westen Biechów (Bechau).

## Geschichte
In dem Werk Liber fundationis episcopatus Vratislaviensis aus den Jahren 1295–1305 wird der Ort erstmals als Smolice erwähnt. 1307 erfolgte eine Erwähnung als Smolicz. Der Ortsname bedeutet in etwa Teerofenplatz.
Nach dem Ersten Schlesischen Krieg 1742 fiel Schmolitz mit dem größten Teil Schlesiens an Preußen. 1765 wurde im Ort eine Kapelle erbaut.
Nach der Neuorganisation der Provinz Schlesien gehörte die Landgemeinde Schmolitz ab 1816 zum Landkreis Neisse im Regierungsbezirk Oppeln. 1845 bestanden im Dorf eine Kapelle und 28 Häuser sowie 200 Menschen, allesamt katholisch. 1855 lebten 196 Menschen im Ort. 1865 bestanden im Ort 15 Bauer-, fünf Gärtner- und vier Häuslerstellen sowie ein Vorwerk und eine Kapelle. Eingeschult und eingepfarrt waren die Bewohner nach Nowag. 1874 wurde der Amtsbezirk Reinschdorf gegründet, welcher aus den Landgemeinden Franzdorf, Korkwitz, Kuschdorf, Natschkau, Reimen, Reinschdorf, Schmelzdorf und Schmolitz und den Gutsbezirken Franzdorf, Korkwitz, Kuschdorf, Natschkau, Reimen, Reinschdorf und Schmelzdorf bestand. 1885 zählte Schmolitz 240 Einwohner.
1925 lebten in Schmolitz 217 Menschen. Am 9. Mai 1933 wurde Schmolitz in den Amtsbezirk Bechau eingegliedert. Die Gemeinde Schmolitz wurde am 1. April 1936 in die Gemeinde Bechau eingemeindet. Am 18. August 1936 wurde der Ortsteil im Zuge einer Welle von Ortsumbenennungen der NS-Zeit in Frankenfelde O.S. umbenannt. Bis 1945 gehörte das Dorf zur Gemeinde Bechau im Landkreis Neisse.
1945 kam das Dorf unter polnische Verwaltung und wurde in Smolice umbenannt, die Bevölkerung wurde vertrieben. 1950 kam Smolice zur Woiwodschaft Opole. Mit Abschluss des Zwei-plus-Vier-Vertrages endete die völkerrechtliche Verwaltung des Ortes und er wurde Teil Polens. 1999 kam der Ort zum wiedergegründeten Powiat Nyski.

## Sehenswürdigkeiten
- Römisch-katholische Kapelle mit Glockenturm und barocken Altar